# Boîte à cigares (jonglerie)
Cet article concerne l'accessoire de jonglerie. Pour la boîte pouvant contenir des cigares, voir Boîte à cigares.

## Description

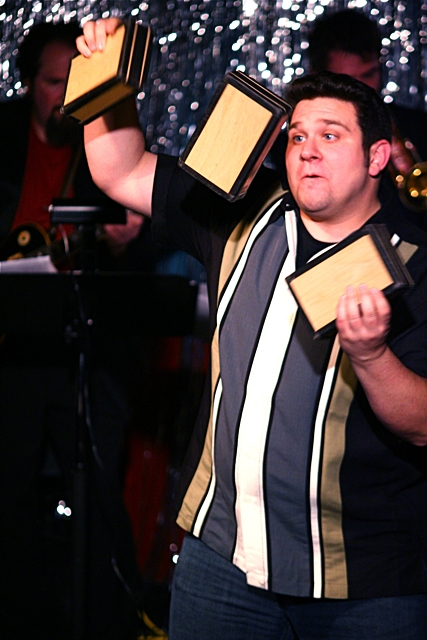
Une personne jonglant avec des boîtes à cigares

Une boîte à cigares est un instrument de jonglerie. C'est une petite boîte dont le matériau, le poids et la taille peuvent varier selon les différents modèles. Le plus généralement elle est en bois et mesure une vingtaine de centimètres et reste assez légère. Sur ses deux extrémités il y a une couche de velours permettant aux boîtes de s'accrocher entre-elles pour éviter qu'elles ne tombent.

## Figures
Le but des boîtes à cigares est de réaliser des enchaînements de figures. Le plus souvent un jongleur se sert de trois boîtes car c'est avec ce nombre qu'il y a le plus de possibilités et c'est aussi les plus simples. Le jongleur va se servir du temps de suspension pour interchanger les boîtes et leur faire faire des rotations. Certain font plus difficile en rajoutant des boîtes dans leur figures allant jusqu'à quatre ou plus.

## Jongleurs en boîte à cigares
En 1977, Kris Kremo est entré dans le Livre Guinness des records en lançant une boîte puis en la rattrapant après une quadruple pirouette à l’aide des deux autres. Kristian Kristof a battu ce record en 1994 en lançant les trois boîtes et en les rattrapant après une quadruple pirouette.
Le record du monde du nombre de boîtes tenues en équilibre est 211, l’équilibre ayant été tenu pendant 9 secondes.
Beaucoup de jongleurs professionnels préfèrent les boîtes Dubé mais les Beard sont aussi un bon choix pour les débutants.